# Rio Lontra (vattendrag i Brasilien)
Rio Lontra är ett vattendrag i Brasilien.   Det ligger i delstaten Tocantins, i den centrala delen av landet, 1 000 km norr om huvudstaden Brasília.
Omgivningarna runt Rio Lontra är huvudsakligen savann. Runt Rio Lontra är det mycket glesbefolkat, med 6 invånare per kvadratkilometer.